# Yu Hong
Yu Hong (chinês: 喻红; nascida em 1966) é uma artista contemporânea chinesa. Suas obras retratam caracteristicamente as perspectivas femininas em todos os estágios da vida e a relação entre o indivíduo e as rápidas mudanças sociais que ocorrem na China. Ela trabalha principalmente com tinta a óleo, mas também com pastéis, tinta para tecido sobre tela, seda e resina. Yu Hong é "rotineiramente nomeada entre as principais artistas femininas da China". Seu trabalho é celebrado por sua intimidade, honestidade e tato.